# مايك أوليفر (لاعب هوكي الحقل)
مايك أوليفر هو لاعب هوكي الحقل كندي، ولد في 27 نوفمبر 1973.